# 科学捜査官
『科学捜査官』（かがくそうさかん）は、フジテレビ系列で1973年10月3日から1974年3月27日まで、毎週水曜日22時から放送されたテレビドラマ。
警察庁科学捜査研究所の捜査官たちの活躍を描く。犯行現場の遺留物を科捜研のメンバーがそれぞれの専門分野から鑑定を行い、警視庁捜査一課の協力のもと、難事件を解決に導いていく。

## 登場人物

### 警視庁捜査一課
湯浅警部（14話から警視）
演 - 芦田伸介
捜査主任。
古川部長刑事
演 - 稲葉義男

庄司部長刑事
演 - 中原成男

守田刑事
演 - 橋本功

清水刑事
演 - 山本清

### 科学捜査研究所
徳丸技官
演 - 田中邦衛
毛髪分析の第一人者。一人称は「小生」。
円城寺次長
演 - 中野誠也
14話から捜査一課警部に異動。
吉岡部長
演 - 原保美
科捜研のトップ、専門は血液分析。
浜松技官
演 - 大森義夫
骨格、頭蓋骨が専門。復顔の権威。
牧村技官
演 - 香山美子
音響鑑定の専門家。
中山技官
演 - 園井啓介
大島技官
演 - 福田豊土
文書鑑定、復元判読の達人。
明日香技官
演 - 那智わたる
牧村の後任。犯罪心理学のエキスパート。

## スタッフ
- 原作・監修：島田一男
- プロデューサー ： 道広秀次郎、四方基、名島徹
- 音楽 ： 鏑木創
- 撮影 ：
- 照明 ：
- 録音 ：
- 美術 ：
- 編集 ：
- 助監督 ：
- 記録 ：
- 計測 ：
- 音楽制作 ：
- 進行 ：
- 装置 ：
- 装飾 ：
- 衣裳 ：
- 現像 ： 東洋現像所
- 制作 ： 関西テレビ放送、松竹株式会社

## 放映リスト
| 話 数 | 初放映日 | サブタイトル | 脚本 | 監督 | ゲスト | 協力 |
| ----- | -------- | ------------ | ---- | ---- | ------ | ---- |

## 映像ソフト化
- 2021年9月29日に、ベストフィールドよりデジタルリマスター版のコレクターズDVDが発売（全25話を収録）されている。同年3月24日に逝去した田中邦衛の追悼企画ともなっている。